# Cœurs brûlants
Cœurs brûlants (Haja Coração) est une telenovela brésilienne produite et diffusée entre le 31 mai 2016 et le 8 novembre 2016 sur Rede Globo.
En France d'outre-mer, le feuilleton a été remonté en 100 épisodes de 45 minutes et diffusé entre le 8 mars 2022 et le 2 juin 2022 sur le réseau La 1ère.

## Synopsis
Tancinha (Mariana Ximenes), une vendeuse de fruits est connue pour sa douceur et son charme. Mais ce qui la rend vraiment remarquable aux yeux de tous, c'est son tempérament plutôt explosif. Malgré cela, elle mène une vie plutôt tranquille aux côtés de sa mère attentionnée, Francesca Di Marino (Marisa Orth), et de ses frères et sœurs : le gentil Giovanni (Jayme Matarazzo), la douce Shirley (Sabrina Petraglia) et la toujours envieuse Carmela (Chandelly Braz).
Depuis qu'elle est toute petite, Tancinha est amoureuse de son voisin Apolo (Malvino Salvador), un camionneur têtu et passionné. Leur relation est intense, pleine de disputes et de bouleversements, mais aussi d'amour et de désir. Alors qu'ils traversent les tumultes habituels de leur relation, Tancinha rencontre Beto (João Baldasserini), un coureur de jupons qui travaille dans la publicité et se met en tête de gagner son cœur par pur égoïsme, juste pour essayer de gagner un pari, mais qui finit par tomber amoureux d'elle pour de vrai. Les ennuis commencent lorsque Tancinha, qui est maintenant fiancée à son bien-aimé Apolo, développe également des sentiments pour Beto - qui va alors commencer à faire tout ce qui est en son pouvoir pour briser le couple. Pour rendre les choses encore plus difficiles, la sœur de Beto, Tamara (Cleo Pires), se met à fréquenter Apolo, formant ainsi un quatuor amoureux des plus inhabituels.
Comme s'il n'y avait pas déjà assez de bouleversements, Tancinha découvre que le père qu'elle croyait mort est en fait simplement disparu. Francesca soupçonne Aparício Varela (Alexandre Borges) d'être responsable de la disparition de son petit ami, car elle a été témoin d'une dispute entre lui et son ami peu avant sa disparition. C'est là que commence la rivalité entre les familles Di Marino et Abdala. En effet, Tancinha ne laissera pas Aparício tranquille tant qu'elle ne découvrira pas ce qui se cache derrière tout ce mystère. De plus, sa fille, la gâtée Fedora (Tatá Werneck), une fille assez flamboyante qui ne pense qu'à devenir de plus en plus populaire sur les réseaux sociaux aura également son rôle à jouer dans cette histoire.
Les deux familles vont se battre sans merci.
La cousine de Fedora, l'arrogante Camila (Agatha Moreira), s'avère être la responsable de l'emprisonnement injuste de Giovanni - il a d’ailleurs juré de se venger d'elle. Mais la jeune fille changera complètement d'avis après avoir perdu la mémoire, et tous deux finiront par tomber amoureux l'un de l'autre, au grand dam de Bruna (Fernanda Vasconcellos) la petite amie de Giovanni, qui n'abandonnera pas avant d'avoir empeché cette histoire d'amour.

## Distribution

### Rôles principaux
| Acteur/Actrice        | Personnage                                    |
| --------------------- | --------------------------------------------- |
| Mariana Ximenes       | Constância Rigoni Di Marino (Tancinha)        |
| Malvino Salvador      | Apolo dos Santos                              |
| João Baldasserini     | Beto Velasquez                                |
| Jayme Matarazzo       | Giovanni Rigoni Di Marino                     |
| Agatha Moreira        | Camila Abdala                                 |
| Fernanda Vasconcellos | Bruna Ferraz Vidal                            |
| Tatá Werneck          | Fedora Abdala Varella                         |
| Gabriel Godoy         | Leonardo Raposo (Leozinho) / Leonardo Al-Masi |
| Malu Mader            | Rebeca Rocha de La Fuente                     |
| Alexandre Borges      | Aparício Varella                              |
| Grace Gianoukas       | Teodora Abdala Varella                        |
| Marisa Orth           | Francesca Rigoni Di Marino                    |
| Cleo                  | Tamara Velasquez                              |
| Carolina Ferraz       | Penélope Velasquez                            |
| Nando Rodrigues       | Henrique Braga                                |
| Chandelly Braz        | Carmela Rigoni Di Marino                      |
| Sabrina Petraglia     | Shirlei Rigoni Di Marino                      |
| Marcos Pitombo        | Felipe Miranda Maggione                       |
| Karen Junqueira       | Jéssica                                       |
| José Loreto           | Adônis dos Santos                             |
| Ellen Rocche          | Leonora Lammar                                |
| Cláudia Jimenez       | Lucrécia Abdala Varella                       |
| Marcelo Médici        | Agilson Varella (Gigi)                        |
| Cristina Pereira      | Safira Abdala                                 |
| Ana Carbatti          | Nair dos Santos                               |
| Bruna Griphao         | Carolina Talarico (Carol)                     |
| Cadu Libonati         | Murilo                                        |
| Renata Augusto        | Dinalda Aparecida                             |
| Duda Mamberti         | Ariovaldo Constantino Prado                   |
| Paulo Tiefenthaler    | Rodrigo Furtado                               |
| Marcella Valente      | Larissa dos Santos                            |
| Conrado Caputto       | Renan                                         |
| Johnnas Oliva         | Enéas Carvalho                                |
| Bel Wilker            | Adriana Caldeira                              |
| Isadora Cruz          | Cristina Miranda Maggione (Cris)              |
| Julia Faria           | Estela Salgado (Estelinha)                    |
| Hilda Rebello         | Marieta                                       |
| Eunice Bráulio        | Gracita                                       |
| Nina Frosi            | Marina                                        |
| Henry Fiuka           | Nicolas Talarico                              |
| Melissa Nóbrega       | Beatriz Talarico (Bia)                        |
| Igor Pushinov         | Dinamite                                      |
| Sabrina Souza         | Rose                                          |

### Participations spéciales
| Acteur/Actrice         | Personnage                       |
| ---------------------- | -------------------------------- |
| Werner Schünemann      | Guido Di Marino / Mário Maggione |
| Betty Gofman           | Vitória Miranda Maggione         |
| Mario Hermeto          | Afonso Talarico                  |
| Guilherme Chelucci     | Tarzan / Epaminondas             |
| Othon Bastos           | Pedro Bertolucci                 |
| Paolla Oliveira        | Manifestante                     |
| Adriana Prado          | Isabel                           |
| Monique Curi           | Dulce Sampaio                    |
| Amélia Bittencourt     | Nazira Abdala                    |
| Cláudio Galvan         | Genésio                          |
| Tiago Homci            | Eduardo (Edu)                    |
| Larissa Resende        | Flávia                           |
| Gillray Coutinho       | Tonho                            |
| Jerônimo Martins       | Giba                             |
| Beatriz Lyra           | Enfermeira Dionice               |
| Emiliano Queiroz       | Seu Zé                           |
| Jandir Ferrari         | Marquinhos                       |
| Luciano Chirolli       | Olavo Velazquez                  |
| Cris Bonna             | Mãe de Estelinha Salgado         |
| Tammy Di Calafiori     | Nicole                           |
| Norival Rizzo          | Dr. Alexsander Andrade           |
| Marcos Breda           | Dr. Clécius                      |
| Esther Jablonski       | Drª. Yara                        |
| Sônia Lima             | Angelina                         |
| Cláudio Torres Gonzaga | Apresentador de talk-show        |
| Dja Marthins           | Dona Laura                       |
| Andy Gercker           | Ferdinando                       |
| Maria Mônica Passos    | Dona Judite                      |
| Breno Nina             | Nestor                           |
| Alexandre Dacosta      | Psiquiatra de Fedora             |
| Flávio Pardal          | Padre Cláudio                    |
| Daniel Andrade         | Cliente da Peripécia             |
| Cláudio Andrade        | Stripper                         |
| Fernando Roncato       | Guido (jovem)                    |
| Yasmin Pereira         | Tancinha (criança)               |
| Luiz Felipe Mello      | Apolo (criança)                  |
| Edu Pinheiro           | Adônis (criança)                 |
| Cláudia Raia           | Ela mesma                        |
| Pedro Bial             | Ele mesmo                        |
| Ana Paula Renault      | Ela mesma                        |
| Munik Nunes            | Ela mesma                        |
| Daniel Manzieri        | Ele mesmo                        |
| Thiago Lacerda         | Ele mesmo                        |
| Vanessa Lóes           | Ela mesma                        |
| Jorge Fernando         | Ele mesmo                        |
| Priscila Fantin        | Ela mesma                        |
| Marianna Armellini     | Ela mesma                        |
| Rômulo Neto            | Ele mesmo                        |
| Jack Berraquero        | Mendigo                          |

## Version française
La version française est assurée par Studio Plug-in au Maroc.
Avec les voix de Letizia Costantini, Olivier Mutelet, Christophe Cerino, Jean-Albert Margaine, Eulalie Rodot, Fanny Dalmau, Guillaume Escaffre, Nathalie Leplay, Nawal Lemrini, Nicolas Reydet, Narimene Bendjaballah, Sophie Pastrana, Mouna Belgrini, Paul Nguyen, Farida Hamou, Martin Girard, Brahim Bihi, David Benezra, Anna Fhima, Anne-Lise Auclair, Mounia Bennis, Corinne Troisi, Adrien Caminada et Claire Staub.